# Ctenotus inornatus
Ctenotus inornatus är en ödleart som beskrevs av  Gray 1845. Ctenotus inornatus ingår i släktet Ctenotus och familjen skinkar. IUCN kategoriserar arten globalt som livskraftig. Inga underarter finns listade i Catalogue of Life.